# Rhynchophoromyces sperchopsis
Rhynchophoromyces sperchopsis är en svampart som beskrevs av Thaxt. 1931. Rhynchophoromyces sperchopsis ingår i släktet Rhynchophoromyces och familjen Ceratomycetaceae.   Inga underarter finns listade i Catalogue of Life.